# حمد عبدلی
حمد عبدلی (انگلیسی: Himad Abdelli؛ زادهٔ ۱۷ نوامبر ۱۹۹۹) بازیکن فوتبال اهل الجزایر است.
از باشگاه‌هایی که در آن بازی کرده‌است می‌توان به باشگاه فوتبال لو آور اشاره کرد.